# Từ Sơn
Le district (huyện) de Từ Sơn (Huyện Từ Sơn) est une subdivision administrative de la province vietnamienne de Bắc Ninh. Sa superficie est de 61,4 km2.

## Subdivisions
Từ Sơn compte 24 subdivisions administratives :
- Ville de Từ Sơn
- 23 communes (xã) : Châu Khê, Đình Bảng, Đồng Nguyên, Đồng Quang, Hương Mạc, Phù Chẩn, Phù Khê, Tam Sơn, Tân Hồng và Tương Giang.